# Sondeig V-1
El Sondatge V-1 és un jaciment arqueològic del Neolític final, que es troba a Vilanova de Sau (Osona), inclòs a l'Inventari del Patrimoni Arqueològic i Paleontològic de Catalunya.
Està datat entre el 2.500 i 2.200 cal ANE. Es tracta d'un d'abric, situat a uns 150 m. del jaciment Castell Sa Sala, format en els grans cantals de calcàries paleozoiques i els conglomerats vermellosos característics de la zona. Forma part del conjunt arqueològic del Cingle Vermell.
El jaciment se situa a uns 150 m en direcció NO del jaciment del Castell Sa Sala; s'ha vist molt afectat per l'erosió. En un sondeig realitzat durant la campanya d'excavacions al Cingle Vermell, es recuperaren tota una sèrie de fragments ceràmics. En total, es tracta d'un lot d'uns 15 fragments de ceràmica més o menys rodada, i que corresponen, segons els autors del sondeig, a un màxim de 4 vasos.

## Troballes
Pel que fa al màxim de 4 vasos ceràmics que es van poder identificar, destaquen les següents característiques: 
- Vas ceràmic de forma troncocònica amb doble mamelló superposat, disposats en quatre files diametralment oposades. Pasta ben cuita de color marró-granat i allisada.
- Vas ceràmic de forma possiblement cilíndrica, de la que no s'ha conservat el mitjà de pressió. De pasta mal cuita i allisada. Proporciona un diàmetre de 24 cm.
- Vas ceràmic amb fons convex i diàmetre d'uns 28'5 cm. Pasta poc cuita amb desgreixant de quars groller i superfícies allisades.
- Diversos fragments de ceràmica que ofereixen un perfil corbat. De pasta marró clar i tosca.

Segons els autors del sondeig el lot de ceràmiques i en especial el primer vas, amb els mamellons superposats, podrien correspondre a l'estil de Veraza i cronològicament situar-se en un neolític final.